# Lachapelle (Somme)
Lachapelle és un municipi francès situat al departament del Somme i a la regió dels Alts de França. L'any 2007 tenia 66 habitants.

## Demografia

### Població

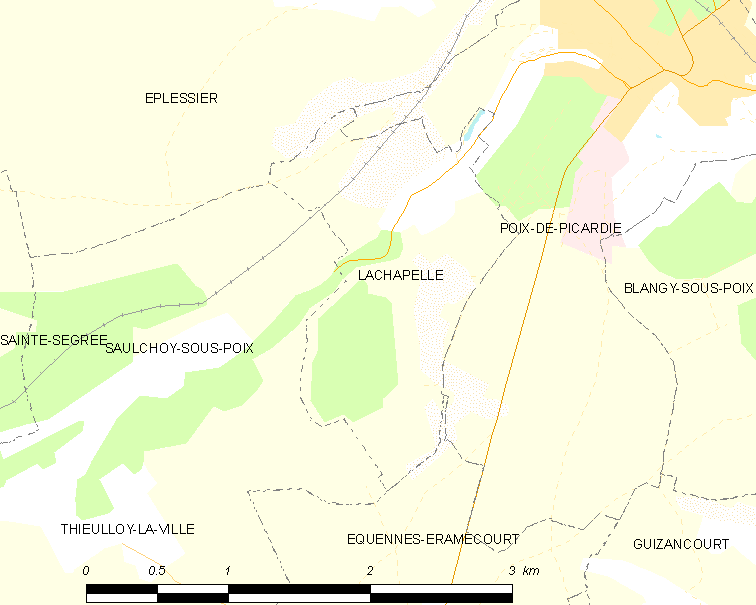

El 2007 la població de fet de Lachapelle era de 66 persones. Hi havia 28 famílies de les quals 4 eren unipersonals (4 homes vivint sols), 12 parelles sense fills, 8 parelles amb fills i 4 famílies monoparentals amb fills.

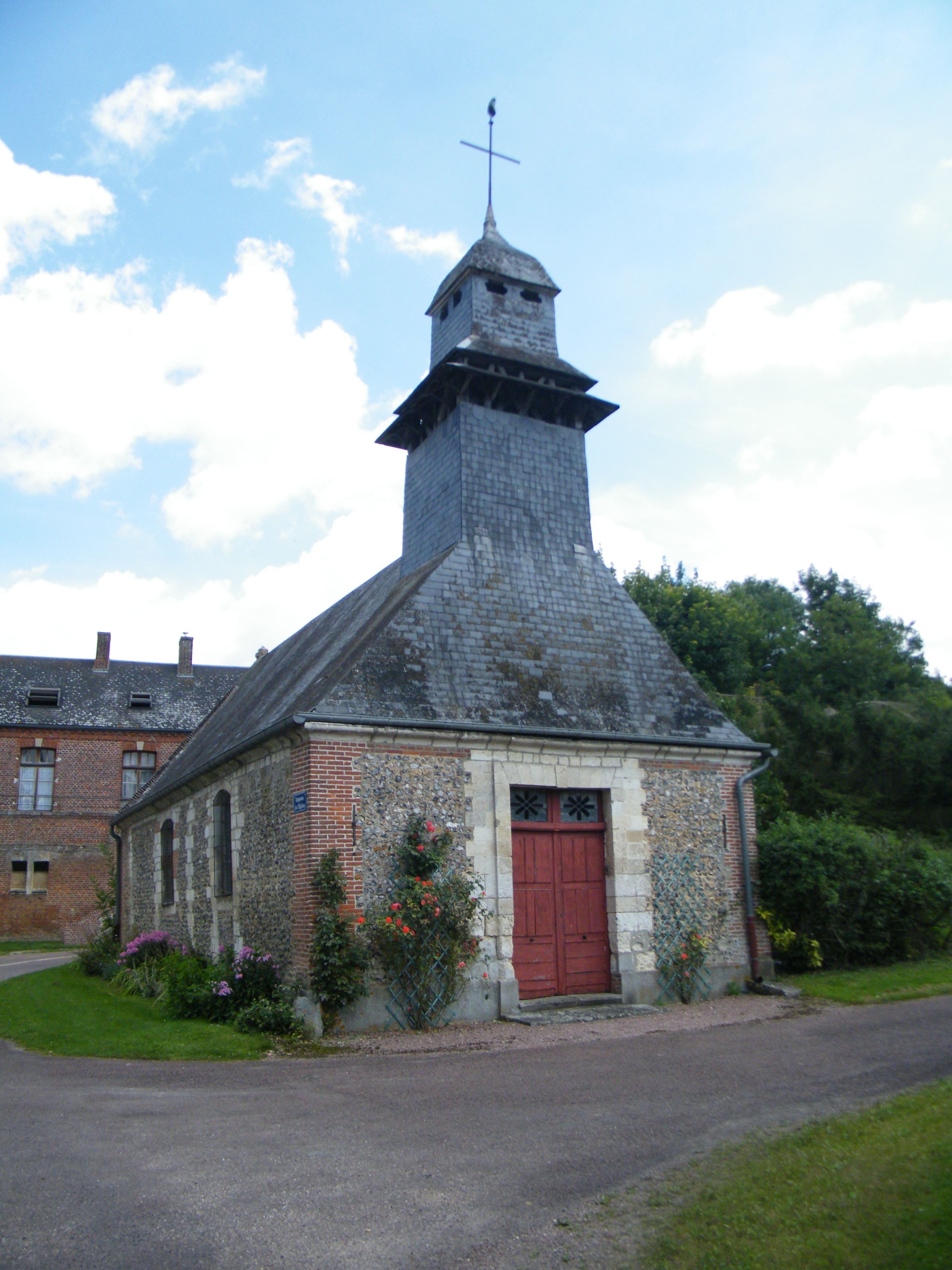

La població ha evolucionat segons el següent gràfic:
Habitants censats

### Habitatges
El 2007 hi havia 31 habitatges, 25 eren l'habitatge principal de la família, 3 eren segones residències i 3 estaven desocupats. Tots els 31 habitatges eren cases. Dels 25 habitatges principals, 18 estaven ocupats pels seus propietaris, 5 estaven llogats i ocupats pels llogaters i 2 estaven cedits a títol gratuït; 1 tenia dues cambres, 2 en tenien tres, 9 en tenien quatre i 13 en tenien cinc o més. 20 habitatges disposaven pel capbaix d'una plaça de pàrquing. A 8 habitatges hi havia un automòbil i a 15 n'hi havia dos o més.

### Piràmide de població
La piràmide de població per edats i sexe el 2009 era:
| Homes | Edats   | Dones |
| ----- | ------- | ----- |
| 0     | 95 o +  | 0     |
| 0     | 90 a 94 | 0     |
| 0     | 85 a 89 | 0     |
| 0     | 80 a 84 | 0     |
| 0     | 75 a 79 | 0     |
| 0     | 70 a 74 | 0     |
| 8     | 65 a 69 | 0     |
| 0     | 60 a 64 | 4     |
| 0     | 55 a 59 | 4     |
| 0     | 50 a 54 | 0     |
| 0     | 45 a 49 | 0     |
| 4     | 40 a 44 | 4     |
| 0     | 35 a 39 | 0     |
| 4     | 30 a 34 | 0     |
| 0     | 25 a 29 | 4     |
| 0     | 20 a 24 | 0     |
| 4     | 15 a 19 | 4     |
| 0     | 10 a 14 | 4     |
| 0     | 5 a 9   | 0     |
| 0     | 0 a 4   | 4     |

## Economia

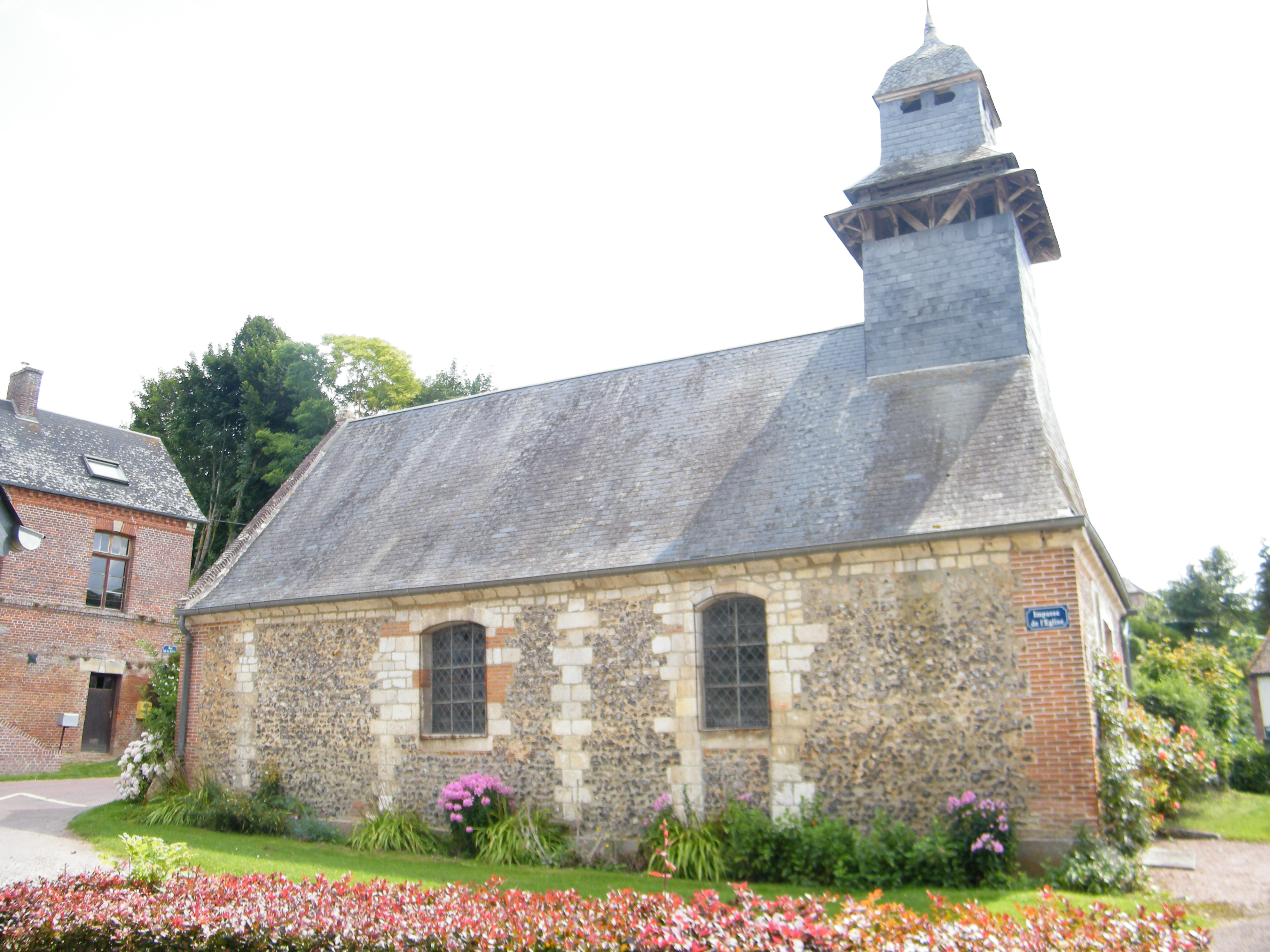

El 2007 la població en edat de treballar era de 41 persones, 34 eren actives i 7 eren inactives. De les 34 persones actives 32 estaven ocupades (15 homes i 17 dones) i 2 estaven aturades (1 home i 1 dona). De les 7 persones inactives 3 estaven jubilades, 3 estaven estudiant i 1 estava classificada com a «altres inactius».
Activitats econòmiques
Dels 5 establiments que hi havia el 2007, 3 eren d'empreses de construcció, 1 d'una empresa d'informació i comunicació i 1 d'una empresa classificada com a «altres activitats de serveis».

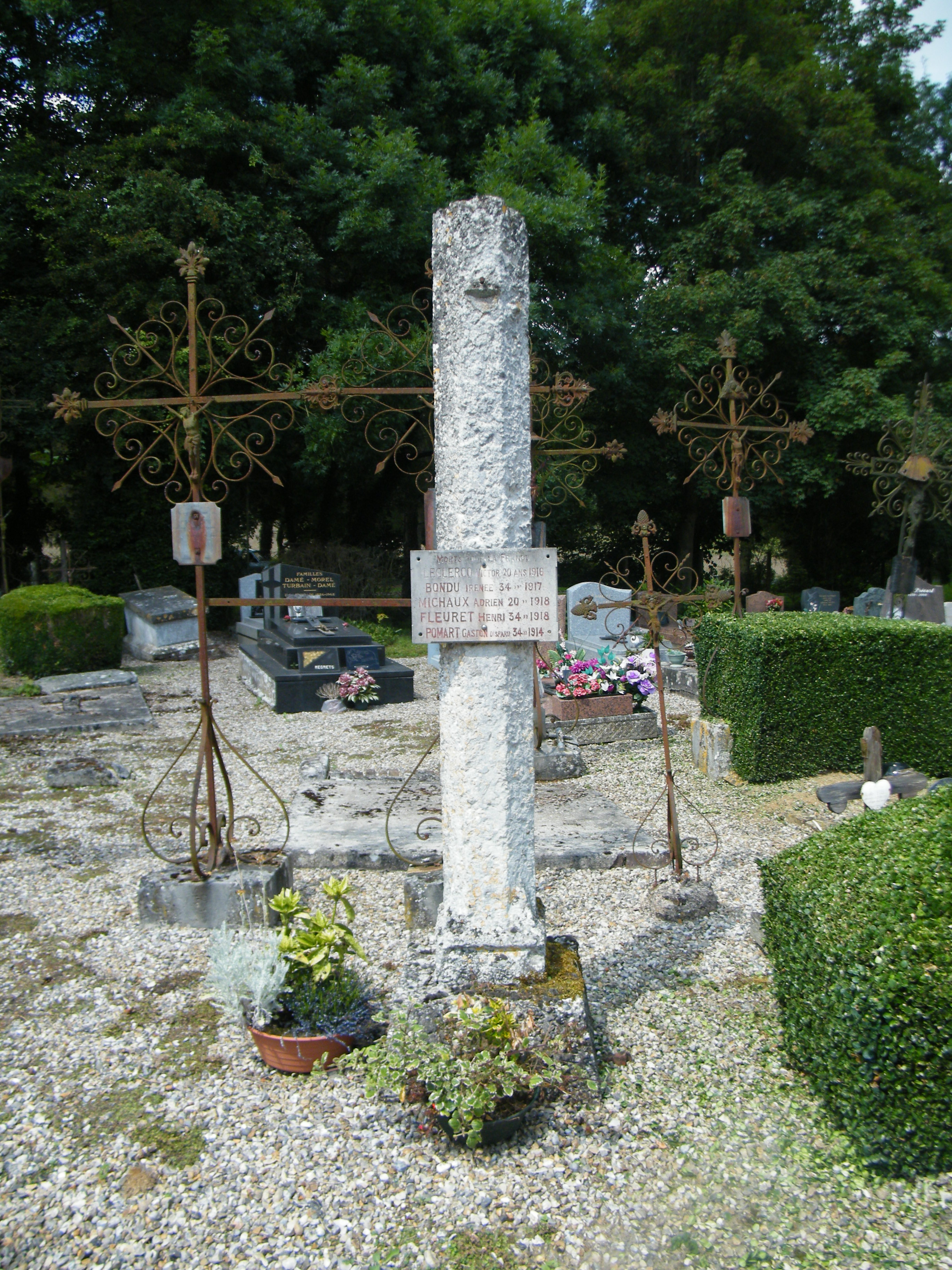

L'únic servei als particulars que hi havia el 2009 era una lampisteria.

## Poblacions més properes
El següent diagrama mostra les poblacions més properes.